# Vakuum-Expansionsverfahren
|                                          | Dieser Artikel wurde im Portal Werkstoffe zur Verbesserung eingetragen. Hilf mit, ihn zu bearbeiten, und beteilige dich an der Diskussion! |
| Vorlage:Portalhinweis/Wartung/Werkstoffe | |

Im Vakuum-Expansionsverfahren (VEX) werden duroplastische Reaktionsharze in einer geschlossenen Form mit Glasfasermatten zu Faser-Kunststoff-Verbunden verarbeitet.

## Ablauf
Üblicherweise wird zunächst ein Oberflächen-Gelcoat in ein zweiteiliges Formwerkzeug eingebracht, im Anschluss werden die Faserverstärkungen, Sandwichmaterialien oder auch Verstärkungen für Krafteinleitungspunkte eingelegt. Nachdem das Polyesterharz in die offene Form gegeben wurde, wird diese geschlossen und verriegelt. An das Werkzeug wird Vakuum angelegt. Die erfolgende chemische Reaktion führt zum Aufschäumen des Reaktionsharzes. Das Material nimmt dabei eine Zellstruktur an und härtet durch die Polymerisation der Matrix aus. Die Fließeigenschaften des Harzes sorgen mit der Unterstützung des Vakuums für eine vollständige Füllung der Kavität und einen guten Verbund zwischen Glasfaserverstärkung und den Einlegematerialien. Nach dem Aushärten kann das Teil entnommen und spanend bearbeitet werden.
Aufgrund der Volumenvergrößerung des Schaumharzes im Vakuum-Expansionsverfahren können am fertigen Formteil Gewichtseinsparungen von bis zu 30 % im Vergleich zu anderen Verarbeitungsverfahren erreicht werden. Während ein herkömmliches glasfaserverstärktes Handlaminat eine Dichte von 1,35 g/cm³ aufweist, ergibt sich für ein vergleichbares glasfaserverstärktes Polyesterteil im VEX-Verfahren eine Dichte von 0,94 g/cm³. Das Verfahren eignet sich daher für großformatige Leichtbauteile.
Eine Sandwichbauweise ist möglich. Dabei sind auch Blech- und Holzeinleger, Kabel oder Leerrohre in die Bauteile integrierbar. Dadurch können spätere Montagezeiten verringert werden. Durch das Einbringen von PUR-Hartschaum verbessert sich zudem Steifigkeit, Wärme- und Schallisolierung.
Zum Einsatz kommen im Vakuum-Expansionsverfahren gefertigte Bauteile vor allem in der Automobilindustrie bei Wohlmobilen, Lkws und Bussen sowie als technische Formteile, Abdeckhauben oder Sanitäreinrichtungsteile.